# Дялу-Алуніш
Дялу-Алуніш (рум. Dealu Aluniș) — село у повіті Вилча в Румунії. Адміністративно підпорядковане місту Бербешть.
Село розташоване на відстані 186 км на захід від Бухареста, 42 км на захід від Римніку-Вилчі, 73 км на північ від Крайови.

## Населення
За даними перепису населення 2002 року у селі проживали 2595 осіб, з них 2589 осіб (99,8%) румунів. Рідною мовою 2590 осіб (99,8%) назвали румунську.